# Restaurant to Another World
Restaurant to Another World (jap. 異世界食堂 Isekai shokudō) – seria light novel napisana przez Junpeia Inuzukę i zilustrowana przez Katsumiego Enamiego, publikowana od lutego 2015 nakładem wydawnictwa Shufunotomo. Na jej podstawie powstała manga oraz serial anime wyprodukowany przez studio Silver Link, który emitowano od lipca do września 2017. Za produkcję drugiego sezonu odpowiadało studio OLM, jego emisja trwała zaś od października do grudnia 2021.

## Fabuła
Restauracja o nazwie Yōshoku no Nekoya, znajdująca się w bliżej nieokreślonej dzielnicy handlowej Tokio, oferuje swoim klientom wiele japońskich wersji zachodnich potraw. Jest otwarta w dni robocze, ale zamknięta w święta i weekendy, a jej zwykłą klientelą jest klasa robotnicza miasta. W tajemnicy jednak, Nekoya jest czynna również w soboty, ponieważ w ten szczególny dzień otwierają się drzwi do innego świata zamieszkałego przez elfy, smoki i inne fantastyczne stworzenia, które wchodzą do restauracji i delektują się jej egzotycznym jedzeniem, a wielu z nich staje się stałymi bywalcami.

## Bohaterowie
- Właściciel (jap. 店主 Tenshu)

Seiyū: Jun’ichi Suwabe 
- Aletta (jap. アレッタ Aretta)

Seiyū: Sumire Uesaka 
- Kuro (jap. 黒, dosł. „Czarna”)

Seiyū: Saori Ōnishi 
- Sarah Gold (jap. サラ・ゴールド Sara Gōrudo)

Seiyū: Kiyono Yasuno 
- Czerwona Królowa (jap. 赤の女王 Aka no Joō)

Seiyū: Shizuka Itō 
- Tatsugorō (jap. タツゴロウ)

Seiyū: Hōchū Ōtsuka 
- Altorius (jap. アルトリウス Arutoriusu)

Seiyū: Motomu Kiyokawa 
- Heinrich Seeleman (jap. ハインリヒ・ゼーレマン Hainrihi Zēreman)

Seiyū: Tomokazu Sugita 
- Alphonse Flügel (jap. アルフォンス・フリューゲル Arufonsu Furyūgeru)

Seiyū: Fumihiko Tachiki 

## Light novel
Seria początkowo ukazywała się w serwisie Shōsetsuka ni narō jako powieść internetowa, której pierwszy rozdział opublikowano 4 stycznia 2013. Następnie została nabyta przez wydawnictwo Shufunotomo, które wydało ją jako light novel pod imprintem Hero Bunko. Pierwszy tom ukazał się 28 lutego 2015, natomiast według stanu na 29 października 2021, do tej pory wydano 6 tomów.
| Nr | Data wydania (język japoński) | ISBN (język japoński)  |
| -- | ----------------------------- | ---------------------- |
| 1  | 28 lutego 2015                | ISBN 978-4-07-411329-3 |
| 2  | 29 lipca 2015                 | ISBN 978-4-07-402158-1 |
| 3  | 30 września 2016              | ISBN 978-4-07-420009-2 |
| 4  | 30 czerwca 2017               | ISBN 978-4-07-426242-7 |
| 5  | 30 marca 2019                 | ISBN 978-4-07-437234-8 |
| 6  | 29 października 2021          | ISBN 978-4-07-449740-9 |

## Manga
Adaptacja w formie mangi zilustrowanej przez Takaaki Kugatsu, ukazywała się w magazynie „Young Gangan” wydawnictwa Square Enix od 18 listopada 2016 do 21 czerwca 2019. Została również opublikowana w 4 tankōbonach, wydanych między 24 czerwca 2017 a 25 czerwca 2019.
| Nr | Data wydania (język japoński) | ISBN (język japoński)  |
| -- | ----------------------------- | ---------------------- |
| 1  | 24 czerwca 2017               | ISBN 978-4-7575-5391-0 |
| 2  | 25 września 2017              | ISBN 978-4-7575-5485-6 |
| 3  | 25 lipca 2018                 | ISBN 978-4-7575-5765-9 |
| 4  | 25 czerwca 2019               | ISBN 978-4-7575-6081-9 |

Druga manga, zatytułowana Isekai shokudō ~Yōshoku no Nekoya~ (jap. 異世界食堂 ～洋食のねこや～), ukazuje się w magazynie „Gekkan Shōnen Ace” wydawnictwa Kadokawa Shoten od 26 kwietnia 2021. Seria ta została zilustrowana przez Morozawę Yamizawę.
| Nr | Data wydania (język japoński) | ISBN (język japoński)  |
| -- | ----------------------------- | ---------------------- |
| 1  | 25 września 2021              | ISBN 978-4-0411-1839-9 |
| 2  | 26 kwietnia 2022              | ISBN 978-4-0411-2558-8 |
| 3  | 25 listopada 2022             | ISBN 978-4-0411-3176-3 |
| 4  | 25 marca 2023                 | ISBN 978-4-0411-3526-6 |

## Anime
7 września 2016 autor light novel poinformował we wpisie na stronie Shōsetsuka ni narō, że trwają prace nad adaptacją w formie anime, która później została potwierdzona jako serial telewizyjny. Seria została wyprodukowana przez studio Silver Link, za scenariusz i reżyserię odpowiadał Masato Jinbo, za projekty postaci zaś Takao Sano i Keiichi Sano. Anime było emitowane od 4 lipca do 19 września 2017 w TV Tokyo i innych stacjach. Prawa do streamingu serii nabył Crunchyroll. 
22 kwietnia 2021 w czerwcowym numerze magazynu „Gekkan Shōnen Ace” zapowiedziano powstanie drugiego sezonu. Za produkcję odpowiadało studio OLM, a Yasukazu Shōji zastąpi Keiichiego Sano i Takao Sano na stanowisku projektanta postaci. Reszta obsady i członków ekipy produkcyjnej powróciła do prac nad serialem. Drugi sezon emitowano od 2 października do 18 grudnia 2021.

### Ścieżka dźwiękowa
| Seria          | Tytuł                | Wykonawcy      | Źródło   |
| Czołówka       | Czołówka             | Czołówka       | Czołówka |
| -------------- | -------------------- | -------------- | -------- |
| 1              | „One in a Billion”   | Wake Up, May’n | [ 32 ]   |
| 2              | „Onnaji kimochi”     | Kiyono Yasuno  | [ 33 ]   |
| Napisy końcowe |                      |                |          |
| 1              | „Chiisana hitotsubu” | Kiyono Yasuno  | [ 32 ]   |
| 2              | „Samenai mahō”       | Nao Tōyama     | [ 34 ]   |